# Středočeská pahorkatina
Středočeská pahorkatina je s rozlohou 6 328 km² nejrozsáhlejší pahorkatinou na území Česka. Jedná se o geomorfologickou oblast. Nachází se na území středních a severní části jižních Čech po obou březích řeky Vltavy. Území se nachází v nadmořské výšce od 250 do 729 metrů a průměrná výšková členitost činí asi 50-150 m.

## Členění na celky
Středočeská pahorkatina se dělí na čtyři celky a osm podcelků:
- Benešovská pahorkatina – 2410 km²
  - Dobříšská pahorkatina (Pecný, 546 m)
  - Březnická pahorkatina (Stráž, 638 m)
- Vlašimská pahorkatina – 1232 km²
  - Mladovožická pahorkatina (Blaník, 638 m)
  - Votická vrchovina (Javorová skála, 723 m)
- Táborská pahorkatina – 1599 km²
  - Písecká pahorkatina (Velký Mehelník, 633 m)
  - Soběslavská pahorkatina (Chlum, 540 m)
- Blatenská pahorkatina – 1087 km²
  - Horažďovická pahorkatina (Hřeben (Blatenská pahorkatina), 597 m)
  - Nepomucká vrchovina (Drkolná, 729 m)